# Adam Gross
Pour les articles homonymes, voir Gross.
Adam Gross, né le 13 décembre 2003 à Malinová, est un coureur cycliste slovaque.

## Biographie
Adam Gross est originaire de Malinová, une localité située dans la région de Trenčín. En 2021, il se classe notamment huitième du Belgrade Trophy Milan Panić, une compétition internationale serbe réservée aux juniors. L'année suivante, il devient vice-champion national du contre-la-montre chez les espoirs. Il obtient également de bons résultats aux championnats de Slovaquie en 2023. 
Lors de la saison 2024, il remporte la dernière étape du Tour de Serbie. Il s'agit de sa première victoire acquise sur une compétition inscrite au calendrier de l'UCI. 

## Palmarès et résultats

### Par année
- 2023
  - 2e du championnat de Slovaquie du contre-la-montre espoirs
- 2024
  - 3e étape du Tour de Serbie
- 2025
  -  Champion de Slovaquie du contre-la-montre espoirs

### Classements mondiaux
| Année           | 2023   |
| --------------- | ------ |
| UCI Europe Tour | 1 344e |